# Saba (énekesnő)
Anna Saba Lykke Oehlenschlæger, művésznevén Saba (Addisz-Abeba, 1997. augusztus 11. – ) dán énekesnő, színésznő és modell. Ő képviselte Dániát a 2024-es Eurovíziós Dalfesztiválon, Malmőben, a Sand című dalával.

## Magánélete
Etiópiában, Addisz-Abebában született. Nyolc hónapos korában örökbefogadta őt és ikertestvérét egy dán házaspár, majd ezt követően Ringkøbingben nőttek fel. Fiatalkorában a DBU Jutland labdarúgócsapat tagja volt.
2018-ban Oehlenschlægernél bipoláris zavart diagnosztizáltak, és 2020-ig többször is kórházba került, amiről a 2020-as DR dokumentumfilmjében, a Min sindssyge tvillingben (magyarul: Az őrült ikertestvérem) is beszélt. Tizenéves korában önbántalmazást gyakorolt saját magán. Oehlenschlæger 2020 és 2023 között azonos nemű kapcsolatban élt Lærke-Maria Schmidttel, majd 2024-ben már Aviaja Larsen volt a barátnője. Emellett a Dán Depressziós Szövetség egyik nagykövete.

## Pályafutása
Miután abbahagyta a középiskolát, Oehlenschlæger és nővére Koppenhágába költöztek, ahol modellként és fogfehérítő termékekkel foglalkozó vállalkozóként kezdett el dolgozni. Ezalatt a nővére énekes és zenei-színészi karriert folytatott. 2023. február 23-án Oehlenschlæger váltotta a várandós testvérét Dionne szerepében a Hair című musical premierjén az Østre Gasværk Teaterben, ahol később debütált nem-kaszkadőr színésznőként.
2024. január 25-én a Danmarks Radio bejelentette, hogy az énekesnő résztvevője lesz a 2024-es Dansk Melodi Grand Prix dán eurovíziós nemzeti válogatónak. Sand című versenydalával megnyerte a február 17-én rendezett döntőt, ahol a szakmai zsűri, valamint közönség pontjai alakították ki a végeredményt, így ő képviselhette hazáját az Eurovíziós Dalfesztiválon. A verseny május 9-én rendezett második elődöntőjében a tizenkettedik helyen végzett, így nem jutott tovább a döntőbe.

## Diszkográfia

### Kislemezek
- Sand (2024)